# Burgerlijke titulatuur
Wie geen aanspraak kan maken op een ambtelijke, kerkelijke, academische of adellijke titel, heeft recht op zogenoemde burgerlijke titulatuur. Deze bestaat enerzijds uit het ontbreken van titulatuur, zoals de heer, mevrouw en mejuffrouw, en anderzijds uit de formules weledelgeboren en weledele. Deze formules zijn echter in de loop van de 20e eeuw grotendeels in onbruik geraakt en worden ook vaak niet meer op prijs gesteld. 
In sommige kringen, en in de communicatie van de overheden naar de burger, is daarbij de aanspreekvorm (me)juffrouw evenzeer in onbruik geraakt en wordt soms zelfs als denigrerend ervaren. Daardoor blijven, wat de burgerlijke titulatuur betreft, alleen de aanduidingen de heer en mevrouw over. Een overblijfsel van de aanspreekvorm voor ongehuwde vrouwen is het gebruik van juf(frouw) voor een docente, vooral in het basisonderwijs, en zelfs als de docente gehuwd is.
In zakelijke correspondentie is het gebruik van de heer en mevrouw wel gewoon, deze wordt zelfs op prijs gesteld. De iets verouderde vorm mijnheer kan eveneens nog gebruikt worden. De aanspreekvorm meneer is meer spreektaal, en wordt derhalve in de schriftelijke communicatie niet of nauwelijks gebruikt.
In de loop van de jaren 90 en iets daarna zijn vele alternatieve aanspreekvormen van burgers en ambtenaren in de correspondentie eveneens steeds meer in onbruik geraakt. De voorheen in de aanhef gebruikte aanspreekvormen als geacht college, mijne heren et cetera zijn alle vervangen en vereenvoudigd door geachte heer/mevrouw, bij heren gevolgd door de geslachtsnaam indien bekend. Naar analogie van deze vereenvoudiging is ook het slot hoogachtend vervangen door een informeler met vriendelijke groet of varianten daarvan.
Al met al kan gezegd worden dat burgerlijke titulatuur veelal is komen te vervallen. Alleen in uitzonderlijke situaties, zoals brieven naar wereldlijke of kerkelijke hoogwaardigheidsbekleders, wordt nog gebruikgemaakt van gepaste, eventueel burgerlijke of kerkelijke titulatuur. In elk ander geval is het gebruik ervan archaïsch, met uitzondering van de heer en mevrouw.

## Lijst van Burgerlijke titulaire aanspreekvormen
- De Heer, Heer, Mijnheer (officieel), Mevrouw, Mejuffrouw (archaïsch) (kleine burgerij)
- Weledele Heer (archaïsch), Mevrouw (deftige burgerij)
- Weledelgeboren Heer, Vrouwe (beide archaïsch) (niet-adellijke aanzienlijke personen)
- Weledelgeboren Heer, Vrouwe (beide archaïsch) (studenten)